# Pulpa de soya
La okara o pulpa de soja es una pulpa blanca o amarillenta formada por las partes insolubles de la soja que quedan retenidas cuando las semillas trituradas se filtran para producir leche de soja. Está presente en las cocinas tradicionales de Japón, Corea y China, y desde el siglo XX también se ha usado en las cocina vegetariana de países occidentales.
La okara es baja en grasa, rica en fibra, y también contiene proteína, calcio, hierro y riboflavina. Contiene entre un 76 y un 80% de humedad, de un 20 a un 24% de sólidos y 3,5 a 4,0% de proteína. En seco contiene un 24% de proteína en peso, 8 a 15% de grasa y 12 a 14,5% de fibra cruda. Contiene el 17% de la proteína de las semillas de soja originales.
cuando se come sola, puede usarse en estofados como el biji-jjigae coreano (비지찌개), o en gachas, o como un aditivo de sabor neutral para masas de pan y pasteles. En Japón se usa en un acompañamiento llamado unohana (卯の花), consistente en okara cocida con salsa de soja, mirin, zanahoria cortada, raíz de bardana y hongo shiitake. Ocasionalmente se usa unohana como sustituto del arroz en el sushi. La okara también puede fermentarse con el hongo Rhizopus oligosporus para obtener tempeh (llamado tempe gembus en indonesio).
La okara también se come en la gastronomía de Shandong (este de China) cociendo al vapor una mezcla húmeda de okara a la que se da forma de bloques de zha doufu (渣豆腐, literalmente ‘tofu de sedimento/residuo [de soja]’), también conocido como xiao doufu o cai doufu,(小豆腐/菜豆腐, literalmente ‘tofu pequeño’ o ‘tofu vegetal’). A menudo el plato se hace directamente con semilla de soja molida sin convertirla primero en okara. La textura del plato recuerda vagamente a la polenta.
Sin embargo, como subproducto importante de la fabricación de leche de soja y tofu, la okara se usa habitualmente como pienso para animales, ya que su producción suele exceder la demanda para consumo humano. Por este motivo, no es infrecuente que las fábricas de tofu y leche de soja se ubiquen cerca de granjas en muchos países asiáticos. En los países occidentales, la okara se usa casi exclusivamente para la producción de piensos para cerdos y vacas, si bien aparece como ingrediente de hamburguesas vegetales.
La okara es también la materia prima usada para elaborar hilo de soja.
En algunos países la okara se emplea como materia prima destinada a la alimentación animal, debido principalmente a la elevada cantidad de proteína bruta que presenta (34-38%) y su bajo precio de compra. Dependiendo de la especie de destino (bovino, Ovino, Caprino, porcino) y su orientación productiva, existen una serie de recomnedaciones en cuanto a las cantidades máxima a incorporar en la ración diaria de los animales Recomendaciones de okara para diferentes especies Archivado el 2 de octubre de 2016 en Wayback Machine.